# Nationales Militärgeschichtliches Museum

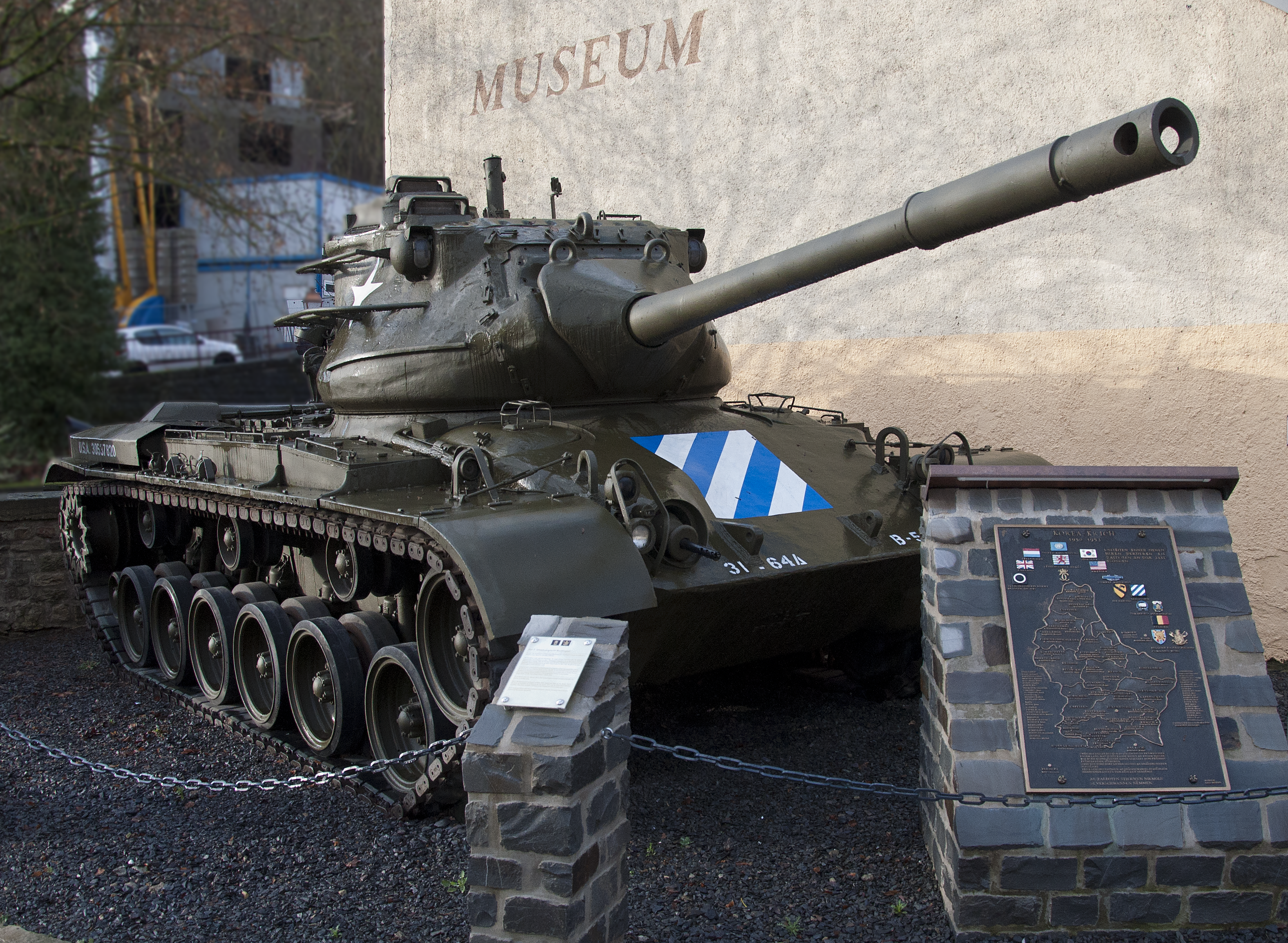
Een M47 Patton voor het museum

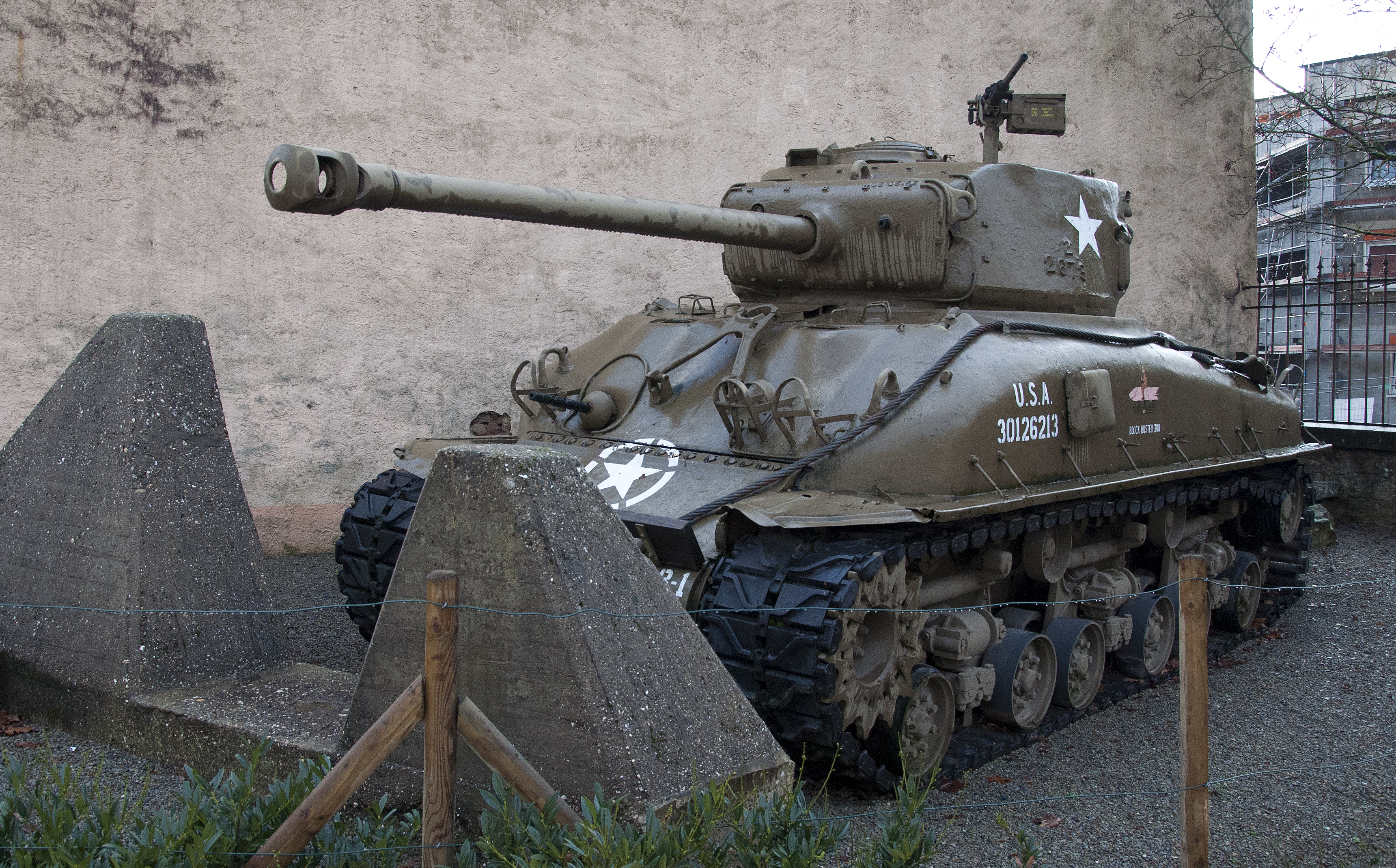
Een M4 Sherman A1 E8 voor het museum

Het Nationales Militärgeschichtliches Museum (Nationaal museum van de militaire geschiedenis) is een museum in de stad Diekirch in het Groothertogdom Luxemburg. Het museum belicht vooral het Ardennenoffensief dat plaatsvond tijdens de Tweede Wereldoorlog.
In het museum zijn een aantal diorama's te zien die een objectief-historische kijk geven op de militaire operaties in de Ardennen uit Amerikaans en Duits standpunt maar ook zoals het door de bevolking werd beleefd. Men krijgt er wapens, uniformen, foto's, documenten, kaarten en uitrusting te zien. Centraal staan de diorama's die manschappen van de 5e Amerikaanse infanteriedivisie tonen tijdens het oversteken van de rivier Sûre op 18 januari 1945. Een ander deel van het museum toont de ontwikkeling van het leger van het groothertogdom en hun inzet tijdens UNO-missies.
Het museum is gevestigd in een voormalige brouwerij: de Alten Brauerei in Diekirch.

## Galerij

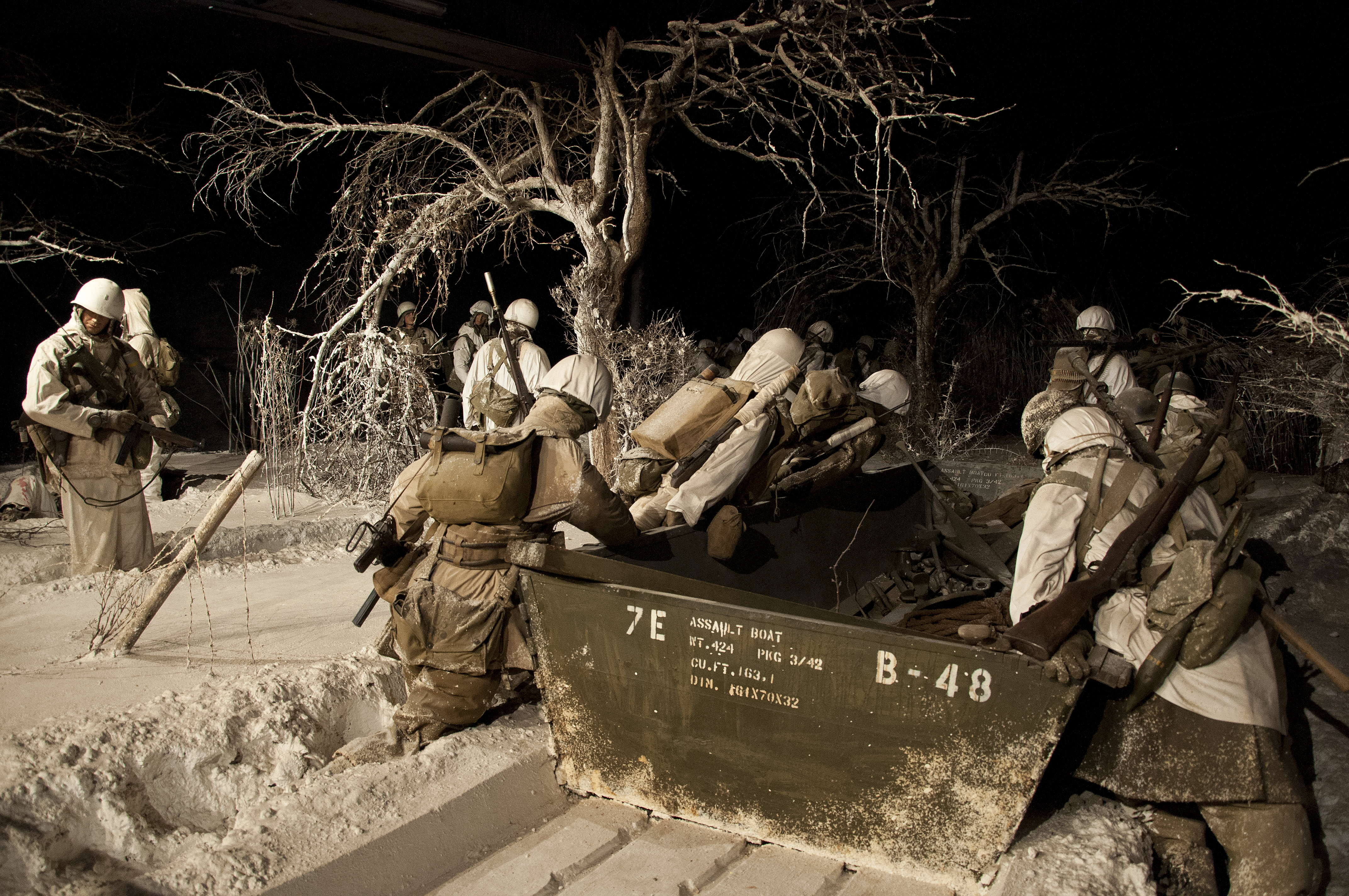
Diorama van het oversteken van de Sûre
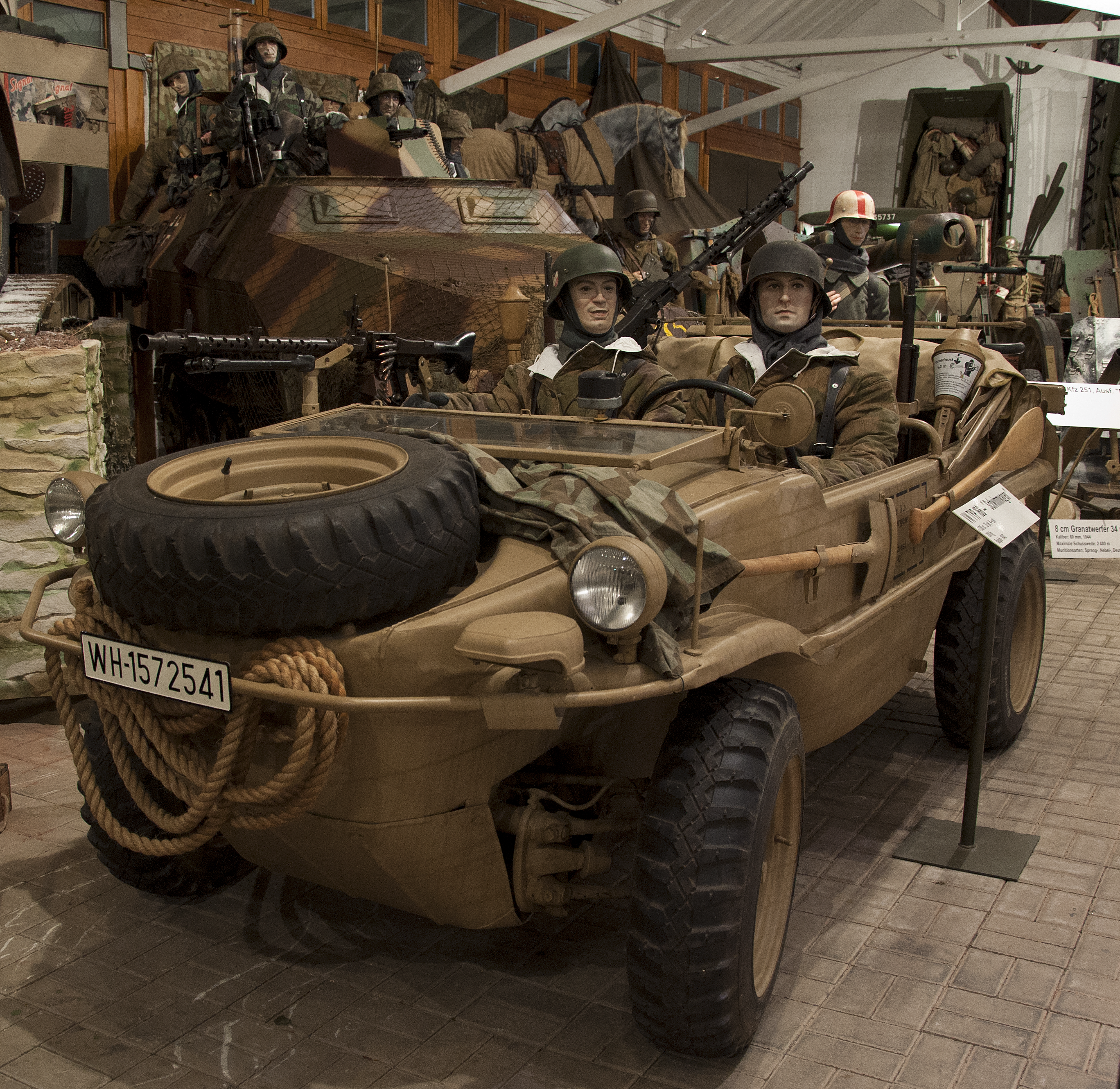
Een amfibievoertuig Volkswagen Schwimmwagen
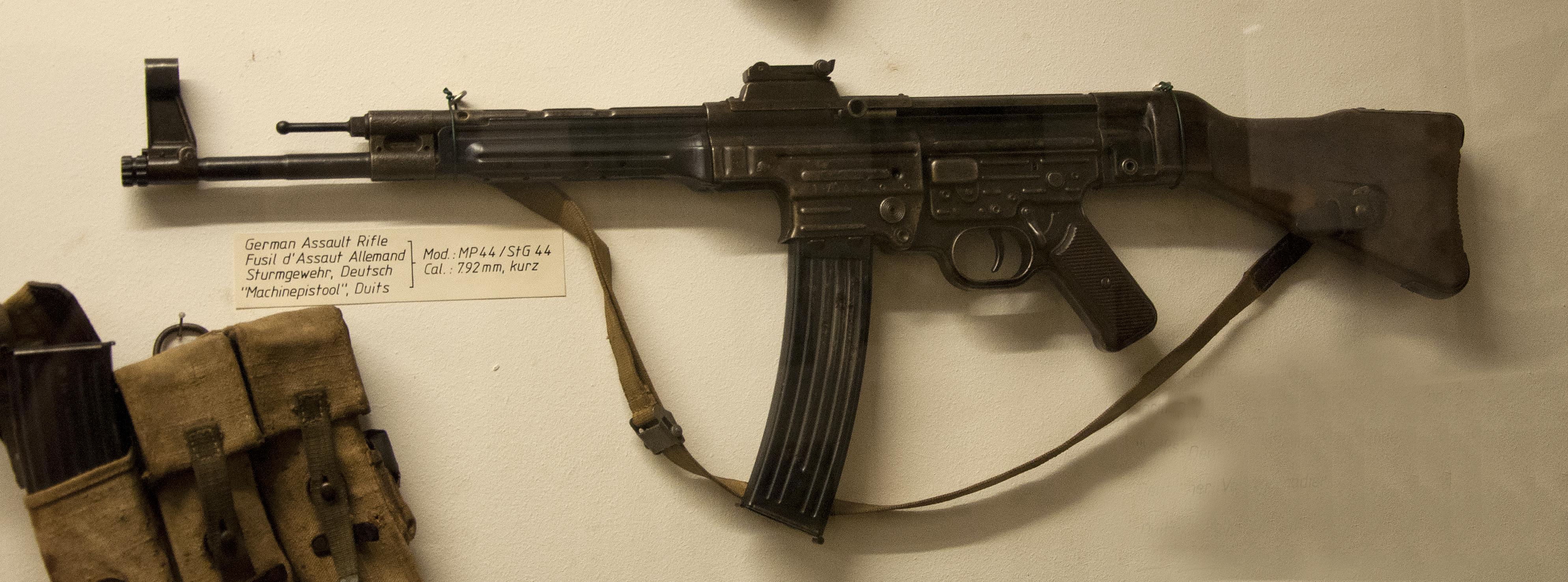
Een sturmgewehr 44
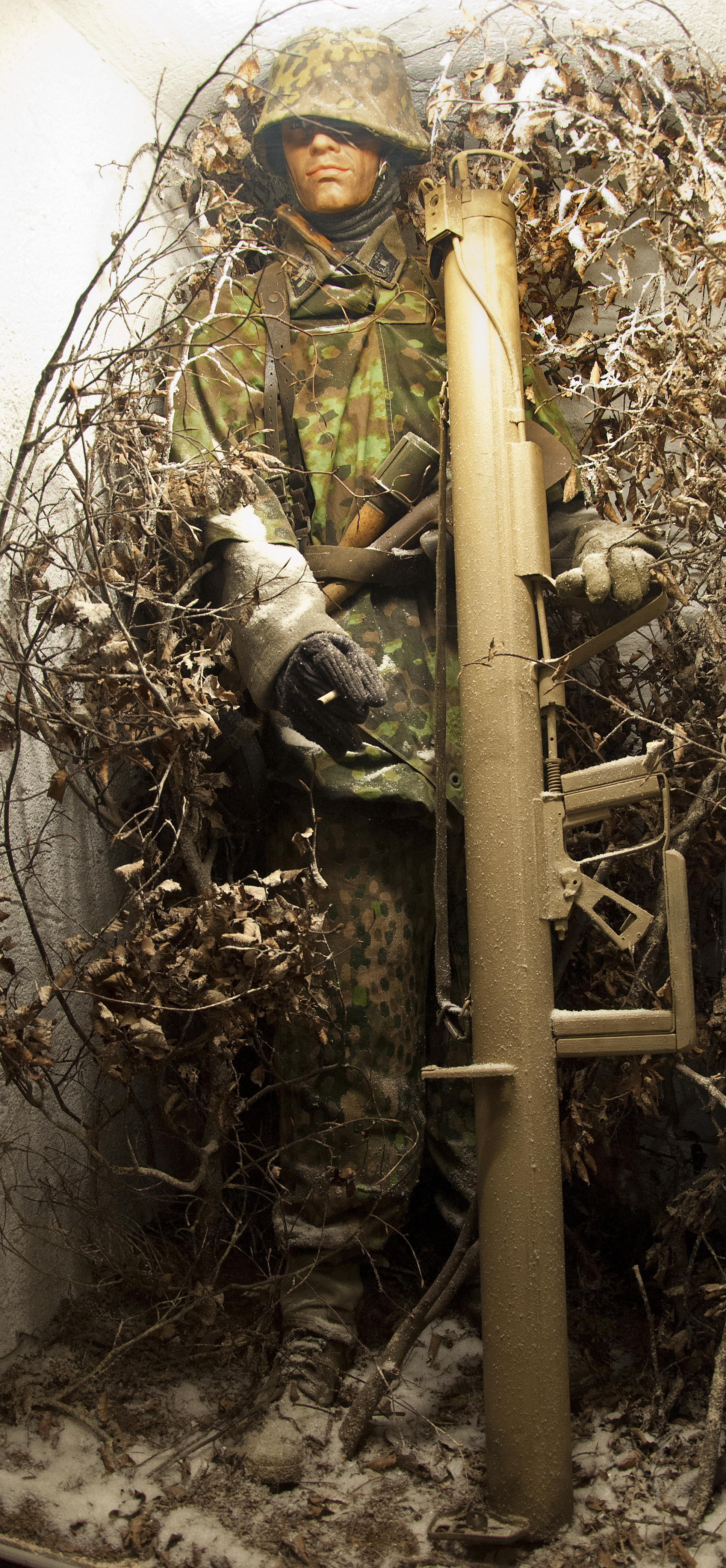
Een Unterscharführer van de Waffen-SS met een Panzerschreck
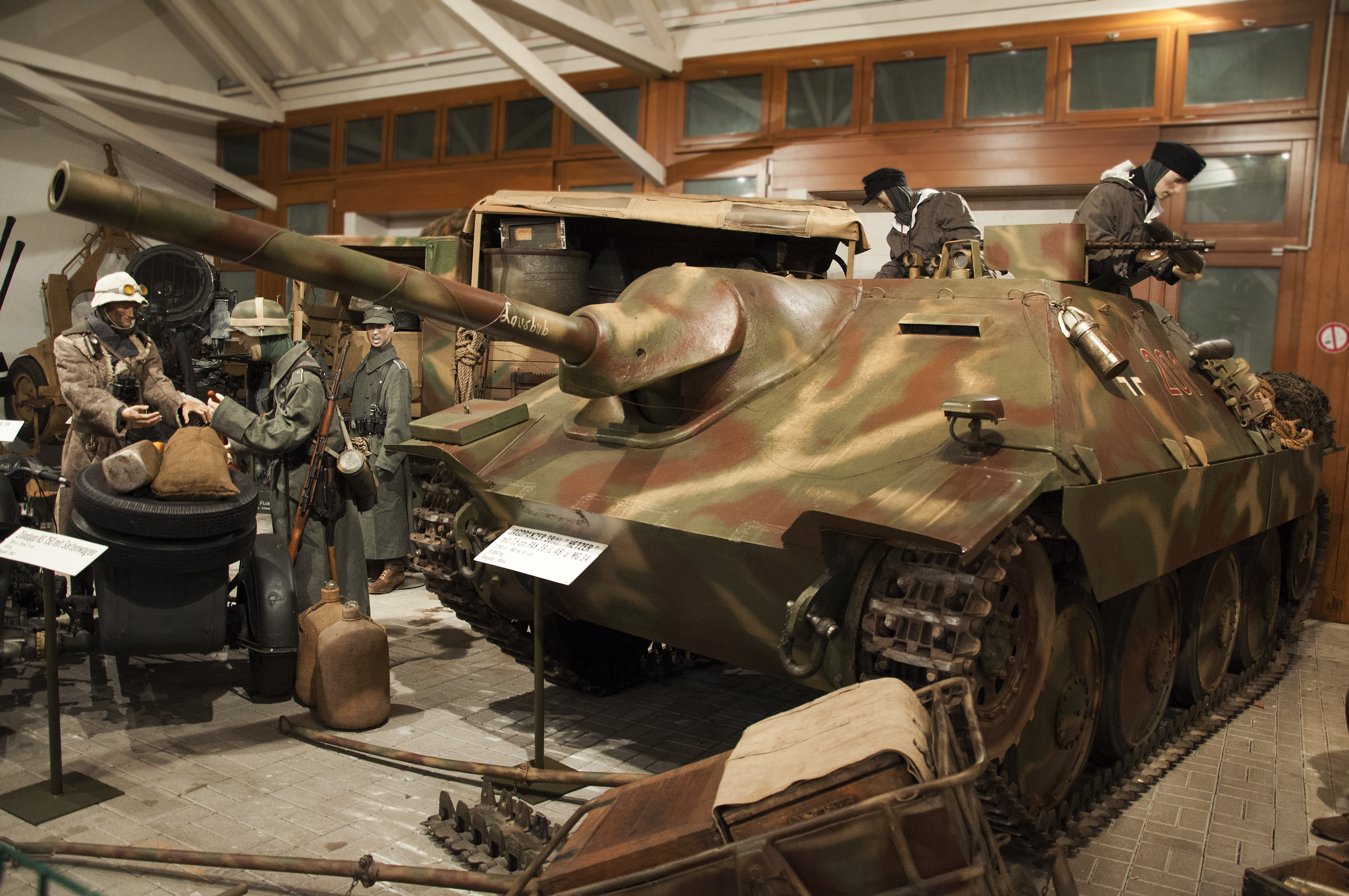
Een Hetzer
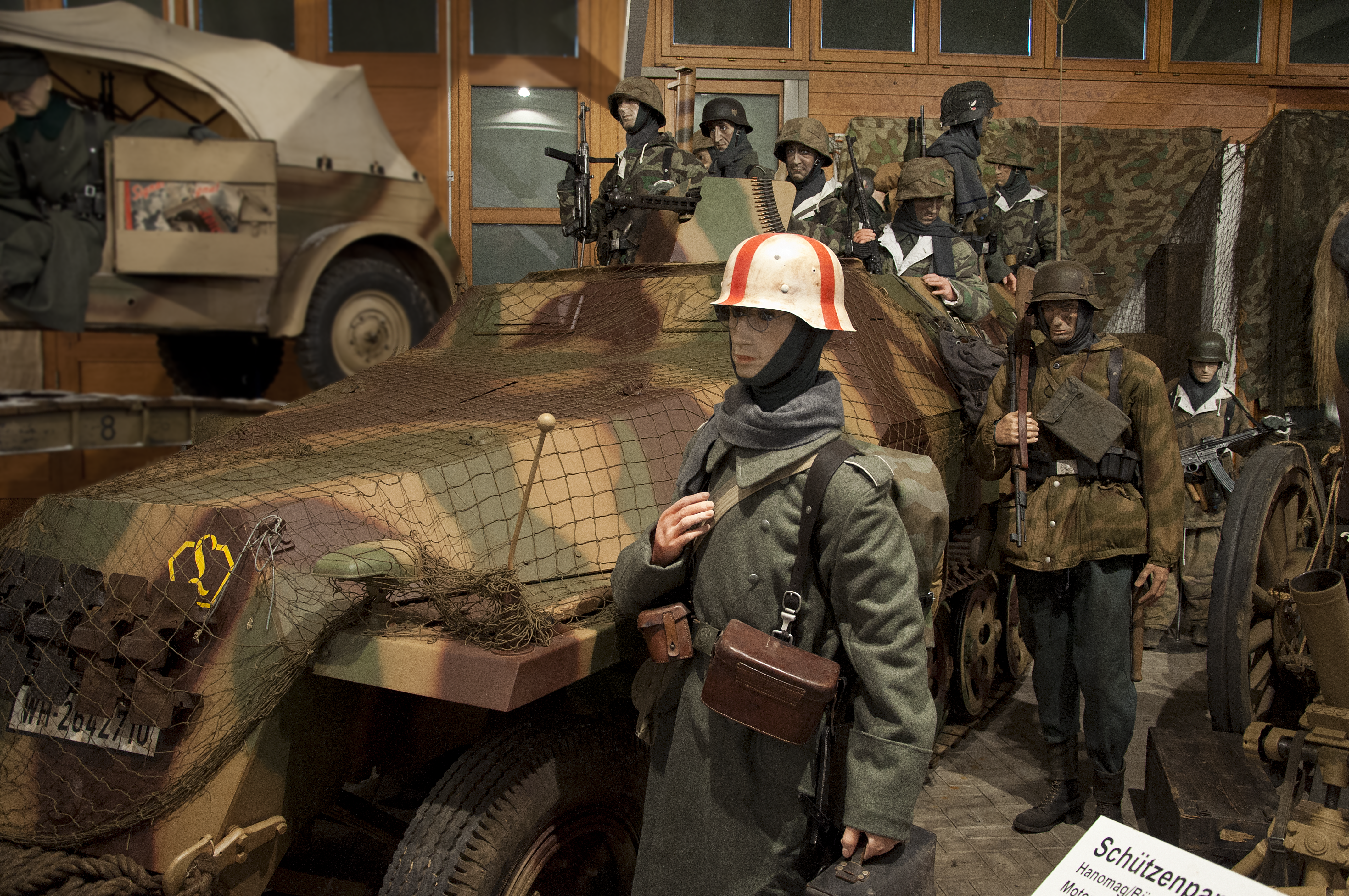
Een Sd.Kfz. 251 Ausf. D